# Мейбел
Ме́йбел (рос. Ме́йбел) — острів архіпелагу Земля Франца-Йосифа. Адміністративно відноситься до Приморського району Архангельської області Росії. Площа острова близько 55 км².

## Розташування
Острів Мейбел розташований в західній частині архіпелагу за 4 кілометри на північний захід від острова Брюса. Відділений від нього протокою Бейтса. На північний захід від острова Мейбел знаходиться невеликий острів Белл. Острови розділені вузькою, місцями до 500 метрів, протокою Ейра.

## Опис
Весь острів Мейбел, за винятком його південного краю, є базальтове плато, покрите крижаним куполом заввишки до 342 м. На півночі і півдні острова поверхня плато покрита сніжниками і фірновими полями, на оголених поверхнях з кам'янистими розсипами. Найвища точка острова — скеля заввишки 356 м. Друга по висоті скеля — 261 м. Льодовик, спускаючись по схилах острова, доходить до моря, утворюючи крижані обриви до 45 м заввишки. Південний край острова — кам'яниста, вільна від льоду рівнина, близько кілометра в діаметрі.
Острів має округлу, трохи витягнуту з півночі на південь форму. Найпівнічніша точка острова — мис Губанова, найпівденніша — мис Конрада.

## Історія
Острів Мейбел був відкритий 18 серпня 1880 р. Бенджаміном Лі Смітом і назвав його на честь своєї улюбленої племінниці Емейбл Ладлоу (1860–1939), дочки його сестри Ізабелли (1830–1873) та генерала Джона Ладлоуза (1801–1881). За іншою версією острів названо на честь дружини Александра Грема Белла — Мейбел Габбард.
Лі Сміт знайшов захищене місце між островами Белл, Мейбел, Брюса та Нортбрук, яке назвав бухтою Ейра на честь свого корабля. 
Британський полярний дослідник Фредерік Джексон, ймовірно, дістався до острова Мейбел у 1897 році під час екскурсійного туру на захід від Землі Франца-Йосифа.
У серпні 1914 року єдині, хто вижив під час експедиції Брусилова, Валеріан Альбанов та Олександр Конрад (1890–1940), на байдарці пропливли повз острів. Їх врятувала експедиція Сєдова на мисі Флора на острові Нортбрук . Пізніше південний мис острова Мейбел був названий мисом Конрад.